# Súrja
Súrja (sanskrtsky सूर्य, IAST Sūrya) je védský a hinduistický sluneční bůh, jeden z Áditjů, mocných potomků bohyně Aditi. Na rozdíl od ostatních védských božstev si zachoval část svého významu i v hinduismu.
Bohyně úsvitu Ušas je označována jako jeho matka či milenka. Jeho poslem je Púšan a jeho vozatajem Aruna.
Jeho dcerou je Súrjá, zvaná též Duhitá súrjaska „dcera slunce“. Ta je společnou manželkou Ašvinů, božských blíženců, kteří jsou někdy označovány za syny Vivasvána, slunečního boha, který je někdy se Súrjou ztotožňován, či přímo Súrji. Dalším potomkem Súrji je Karna, kterého zplodil s lidskou královnou Kuntí, vystupující v Máhábháratě.

## Etymologie
Jméno Súrja je zpravidla odvozováno od praindoevropského neutra *sóh2wl „slunce“ doplněného o sufix -(i)yos/-iā čímž vzniklo *suh2l-iyos. Odpovídá tak theonymům jako řecké Hélios (*hāweliyos) a baltské Saule (*seh2ul-yā). Z prvního kořene vzniklo také sanskrtské súvar/svàr, české slunce, latinské sól a anglické sun, všechny tyto výrazy znamenají „slunce“.

## Sluneční kolo a vůz
Ve védském období vykazoval Súrja jen slabé individuální rysy. V Rgvédě je reprezentován jako kotouč tažený koňmi nebo jako jedoucí na vozu taženém koňmi. Sluneční kolo tak může být taženo koněm jménem Etaśa („Hbitý“) a vůz zase více koňmi, nejčastěji sedmi.
V Atharvavédě Súrja také pluje v lodi, jejíž vesla mohou symbolizovat sluneční paprsky.

## Temná strana
Ve védské tradici mělo slunce a Súrja také svou odvrácenou temnou stranu spojenou s jeho nočním průchodem podsvětím. V náznacích se tato koncepce objevuje již v Rgvédě a Atharvédě, explicitně je uváděna Jadžurvédě a bráhmanách. V post-védské kosmologii je místo toho slunce v noci zastíněno horou Méru.

## Hinduismus
Súrja si na rozdíl od mnoha jiných védských božstev udržel svou pozici i v rámci hinduismu. Svědčí o tom například jeho chrám Kónárku z 13. století, který má zpodobňovat jeho sluneční vůz.
Společně s Višnuem, Šivou, Ganéšou a Déví patří mezi hlavní božstva tradice smárta a v malé tradici saura je uctíván jako nejvyšší božstvo.